# Alan Stubbs
Alan Stubbs (Kirkby, 6 oktober 1971) is een Engels voormalig betaald voetballer. Stubbs was als centrale verdediger met Everton actief in de Premier League, van 2001 tot 2005 en van 2006 tot 2008. Hij is de vader van voetballer Sam Stubbs.

## Clubcarrière
Stubbs was een centrale verdediger en was profvoetballer van 1990 tot 2008. In 1995 bereikte hij de finale van de League Cup met Bolton Wanderers onder leiding van coach Bruce Rioch. Liverpool, na wat merendeels de verdienste was van toenmalig spelmaker Steve McManaman die beide doelpunten scoorde, won de ligabeker met 2–1. Stubbs, die toen aanvoerder was, speelde de hele partij voor Bolton Wanderers, waar de centrale verdediger zijn actieve loopbaan in 1990 was begonnen.
Na zes seizoenen verliet hij het Reebok Stadium en verkaste naar Schotland, waar hij een contract tekende bij Celtic Glasgow. Stubbs was gedurende vijf seizoenen achterin een onmisbare schakel bij Celtic. Hij won twee keer de Scottish Premier League, twee keer de Scottish League Cup en één keer de Scottish Cup. Hij speelde 93 competitiewedstrijden en scoorde drie keer voor Celtic. In 2001 verliet hij Celtic en verhuisde hij naar Everton, waar hij een vaste waarde was ook na de komst van trainer David Moyes in 2004. Een schouderblessure speelde hem echter parten, waardoor hij aan het einde van het seizoen 2004/2005 nog even naast de ploeg viel.
Stubbs speelde bij Everton meestal naast de Schot David Weir of de Engelsman David Unsworth centraal in de defensie. Toen hij arriveerde, was clublegende Dave Watson nog maar pas gestopt en werd Stubbs gehaald als nieuwe centrale verdediger. Stubbs verliet Goodison Park voor het eerst in de zomer van 2005. Hij werd aangetrokken door Sunderland, waarvoor hij niet verder kwam dan tien optredens en één doelpunt. Stubbs speelde slechts een half jaar voor Sunderland.
In de wintermercato van het seizoen 2005/2006 keerde hij alweer terug naar Everton. Hij werd meteen weer belangrijk onder David Moyes en zorgde er mee voor dat zijn verdedigingspartner, de veel jongere Joleon Lescott, met zijn prestaties enkele jaren later een transfer naar Manchester City zou versieren. In anderhalf seizoen speelde hij opnieuw 45 competitiewedstrijden voor The Toffees, waarna hij vertrok medio het seizoen 2007/2008. Joseph Yobo, maar ook Phil Jagielka, overgekomen van Sheffield United, verdreven hem namelijk meer en meer naar de invallersbank. Een geblesseerde Stubbs beëindigde zijn carrière na dat seizoen bij Derby County.

## Trainerscarrière
Na zijn actieve loopbaan begon Stubbs een carrière als trainer. Zo stond hij reeds aan het roer bij het Schotse Hibernian en meest recent St. Mirren.
In Engeland was hij coach van Rotherham United in 2016.

## Erelijst
Celtic FC
- Scottish Premier League

1998, 2001
- Scottish Cup

2001
- Scottish League Cup

1997, 2001